# نادین الدولتلی
نادین الدولتلی (انگلیسی: Nadeen El-Dawlatly؛ زادهٔ ۲۲ ژوئن ۱۹۹۳) یک بازیکن تنیس روی میز اهل مصر است.
وی در مسابقات کشوری و بین‌المللی در مجموع برنده ۱۰ مدال طلا، ۳ مدال نقره، ۲ مدال برنز شده‌است.